# Neolophonotus avus
Neolophonotus avus là một loài ruồi trong họ Asilidae. Neolophonotus avus được Londt miêu tả năm 1988. Loài này phân bố ở vùng nhiệt đới châu Phi.